# 弗拉訥克市政廳

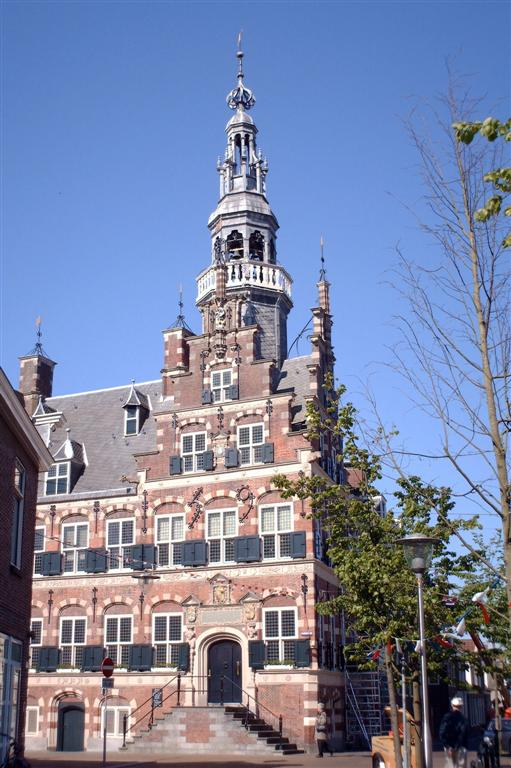
阿莫隆根城堡

弗拉訥克市政廳（荷蘭語：Stadhuis van Franeker）是荷蘭弗里斯蘭省城市弗拉訥克的市政廳建築，修建於1591年至1594年期間，外觀是弗里西亞文藝復興式風格。該建築動工於1591年6月24日，修建耗時三年。